# Mikołaj Brzeski
Mikołaj Brzeski herbu Ciołek – chorąży wielki koronny w latach 1571–1571, starosta podolski (kamieniecki) w latach 1572–1588, sekretarz królewski w 1566, rotmistrz królewski w latach 1569–1573,  rotmistrz jazdy obrony potocznej w latach 1569–1573, przedstawiciel dyplomatyczny Rzeczypospolitej w Imperium Osmańskim w 1566. 
20 czerwca 1576 Mikołaj Brzeski z Brześcia, starosta ziemi podolskiej generalny i kamieniecki, zobowiązał się zachować konwentowi Dominikanów w Kamieńcu na Podolu przywilej Teodoryka z Buczacza, kasztelana kamienieckiego i starosty podolskiego, potwierdzony przez króla Zygmunta I Starego, mocą którego konwent prawnie posiadał dziesięciny z młyna królewskiego.
Poseł województwa podolskiego na sejm 1587 roku.